# سیارک ۹۲۱۵
سیارک ۹۲۱۵ (به انگلیسی: 9215 Taiyonoto، نامگذاری:1995UB45) نه هزار و دویست و پانزدهمین سیارک کشف شده‌است که در ۲۸ اکتبر ۱۹۹۵ کشف شد.
قدر مطلق سیارک برابر ۱۷.۸ است.